# Едикти Ашоки

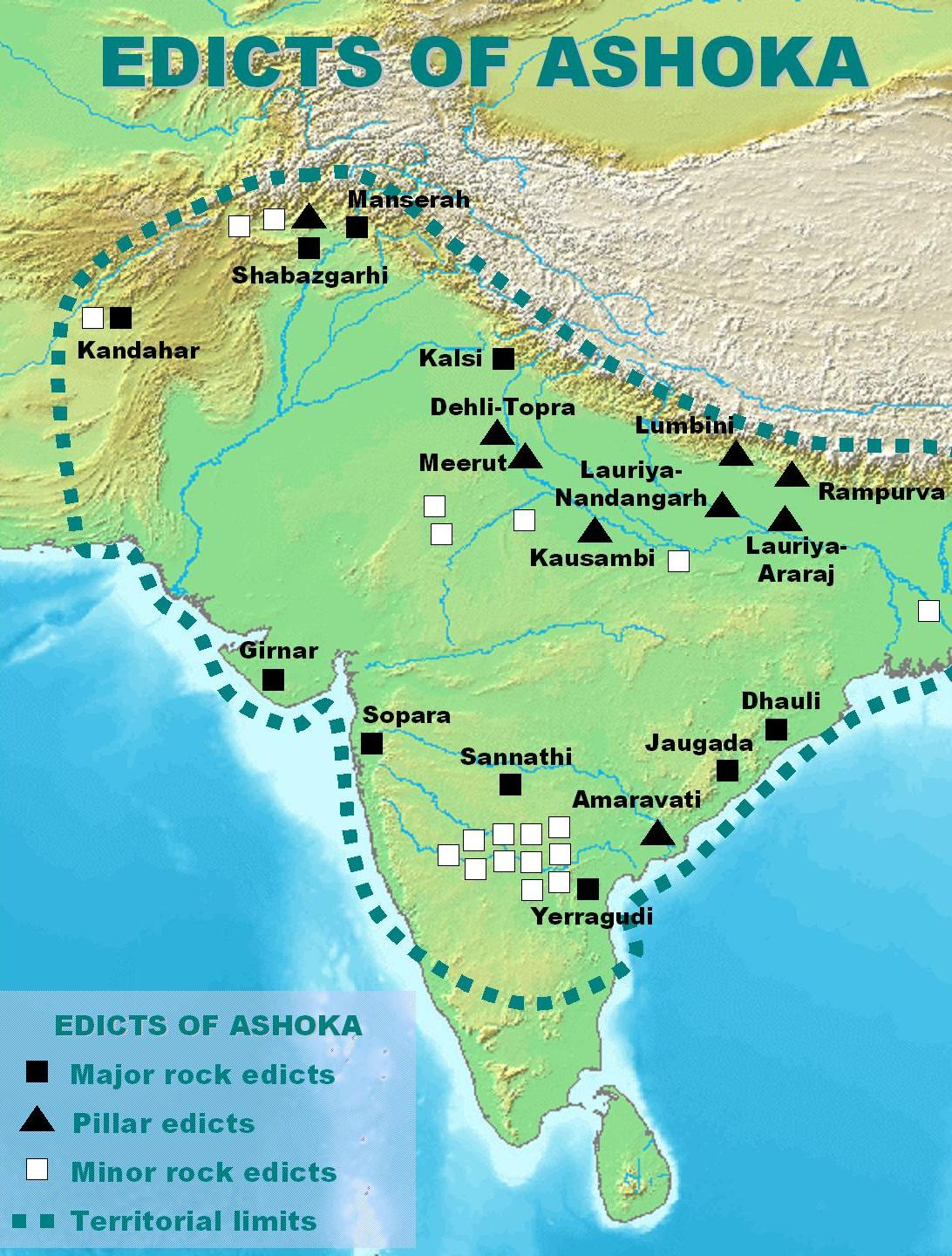
Розповсюдження едиктів Ашоки

Едикти Ашоки — 33 написи на колонах Ашоки і скелях, встановлені за наказом імператора Ашоки з династії Маур'їв протягом його правління з 272 по 231 роки до н. е. Ці написи були розповсюджені на території сучасних Пакистану, Непалу і Індії та являють собою перші підтверджені свідоцтва розповсюдження буддизму, прихильником якого був імператор. Вони свідчать про масштаби поширення буддизму на той час, коли правив один з наймогутніших правителів не тільки тих часів, а й усієї історії Індії.
Ці написи є моральними законами, створеними на основі власних переконань Ашоки. Центральною для них є концепція дхарми. Хоча в едиктах згадується Будда, вони перш за все сфокусовані на моральних і соціальних аспектах релігії, а не на її філософії. У цих едиктах Ашока називає себе «улюбленцем богів» та «царем прая-дарсі».
Написи, знайдені у Східній Індії були написані мовою маґахі писемністю брахмі. У Західній Індії мова подібна до санскриту, з використанням писемності кхаоштхі, один із збережених едиктів — грецькою мовою, а один — двомовний, грецькою та арамейською. Більшість едиктів були розшифровані та перекладені британським істориком і археологом Джеймсом Принсепом.
Головними темами написів є прийняття Ашокою буддизму, його зусилля з розповсюдження віри, моральні та релігійні принципи, його соціальна програма та ставлення до тварин.